# Legrand
Legrand er en fransk industrikoncern, der historisk er etableret i Limoges i Limousin og en af verdens førende inden for produkter og systemer til elektriske installationer og informationsnetværk.
Legrand er fortsat med at vokse takket være mere end 140 opkøb målrettet over hele verden til at blive verdensledende inden for elektrisk udstyr med mere end 215.000 produktreferencer, placeringer i 90 lande og salg i 180 lande i 2017 på alle fem kontinenter. I 2011 var Legrand verdens nummer 1 i stikkontakter og switches med 20% af verdensmarkedet og verdens nummer 1 inden for kabeladministration (15% af verdensmarkedet) og genererede 76% af sit salg i udlandet (35% i nye lande).